# 皮埃爾·博馬舍
皮埃尔-奥古斯丁·卡龙·德·博马舍（法語：Pierre-Augustin Caron de Beaumarchais，法語發音：[pjɛʁ oɡystɛ̃ kaʁɔ̃ də bomaʁʃɛ]；1732年1月24日—1799年5月18日），法國博學家。曾擔任過錶匠、發明家、劇作家、音樂家、外交官、間諜、軍火商、出版商、園藝家、諷刺作家、金融家和革命家。
他出生于巴黎钟表匠家庭。13岁时就辍学在家，但他勤奋好学，博览群书，终于成为知识渊博，才气横溢的作家和社会活动家。
博马舍是法國继莫里哀之后又一杰出的喜剧作家，他的优秀剧作起着从古典主义向近代戏剧过渡的桥梁作用。1772年完成了以费加罗为主人公的第一部戏剧《塞维利亚的理发师》（又名《防不胜防》）；1778年完成了《费加罗的婚礼》（又名《狂欢的一日》），于1784年在法兰西剧院首次公演，取得惊人成功。1792年完成《费加罗三部曲》的最后一部《有罪的母亲》，思想性艺术性都不如前两部，反映了剧作家革命精神的衰退。
1. ↑  楊莉莉譯注. . 國立臺北藝術大學，五南圖書. 2021. ISBN 978-986-06588-1-1.